# Jazz, Dwa, Trzy
«Jazz, Dwa, Trzy» — одинадцятий студійний альбом польського реппера O.S.T.R., випущений 22 лютого 2011 року лейблом Asfalt Records.

## Список композицій
1. «Introstan» — 3:54
2. «Wiecznie Drugi» — 3:35
3. «I Co Powiedzieć» — 3:03
4. «Szpiedzy Tacy Jak My» — 3:12
5. «W Miłości» — 5:56
6. «W Nienawiści» — 3:52
7. «Jeśli Nie Masz» — 5:26
8. «Moje Życie» — 2:46
9. «Na Luzie Skit» — 6:48
10. «Mózg Wolność Siła» — 3:31
11. «Nie Potrzebuję Noża» — 3:28
12. «Abstynent» — 2:07
13. «Boję Się Zestarzeć» — 2:32
14. «Na Własne Oczy» — 3:06
15. «R.E.L.A.K.S.» — 3:42
16. «ŁDZ Skit» — 4:46
17. «Doba» — 3:59
18. «Outrostan» — 3:45